# Joe Donnelly
Joseph Simon Donnelly Sr. (Long Island, 29 de septiembre de 1955) es un político estadounidense. Desde 2012 representada al estado de Indiana en el Senado de ese país. Está afiliado al Partido Demócrata. Desde ese 2007 hasta 2013, fue congresista de la Cámara de Representantes de los Estados Unidos por el 2.º distrito congresional de Indiana.